# Оранит
Оранит (хебр. אֳרָנִית, אורנית, арап. أورنيت) је израелско насеље које се налази на Западној обали, која се наслања и прелази зелену линију. Године 2021. имао је 9.114 становника.
Међународна заједница сматра да су израелска насеља незаконита по међународном праву, што Израел оспорава.